# Агнесса Австрийская
Агнесса Австрийская (нем. Agnes von Österreich; ок.1154 — 13 января 1182) — дочь Генриха II Язомирготта, герцога Австрийского и Баварского и его второй жены Феодоры Комниной (ум. 1183), племянницы Мануила I, императора Византии. В первом браке — королева Венгрии, во втором — герцогиня Каринтии.

## Биография
Агнесса была старшим ребёнком баварского и австрийского герцога Генриха II Язомирготта и его второй жены Феодоры Комниной, племянницы византийского императора.
В 1166 году герцог Генрих II, бывший посредником между венгерским королём Иштваном III и византийским императором Мануилом I Комнином, предложил заключить примирительный брак между дочерью Агнессой и молодым венгерским королём. Параллельно с переговорами о браке с Агнессой Иштван рассматривал возможность заключения брака с дочерью Галицкого князя Ярослава Осмомысла. В 1167 году он женился на последней, но византийскому императору Мануилу I удалось расстроить этот брак. В 1168 году Иштван отослал жену обратно отцу и вступил в брак с Агнессой. Немалую роль в заключении брака сыграла мать Иштвана Ефросинья Мстиславна, старавшаяся наладить хорошие отношения с немецкими герцогствами.
У пары родилось двое детей, умерших в младенчестве. Старший сын Бела умер в 1168 году, младший родился вскоре после смерти Иштвана и долго не прожил.
Через 6 лет брака в 1172 году Иштван умер, не оставив наследников. После смерти мужа Агнесса переехала в Вену к отцу, который в свою очередь присматривал новых кандидатов в мужья своей дочери.
В 1173 году Агнесса вышла замуж за герцога Каринтии Германа, тем самым закрепив заключённый в этом же году союз между Каринтией и Австрией. Этот брак также продлился недолго. Через 8 лет в 1181 году умер Герман, а через год вслед за ним и сама Агнесса.
Агнесса умерла также как и её отец 13 января. Её тело было привезено в Вену и захоронено в Шотландском монастыре рядом с отцом Генрихом II и матерью Феодорой.

## Дети
От второго брака с Германом Агнесса родила двоих сыновей, по очереди занимавших трон своего отца и умерших без наследников:
- Ульрих II (ок. 1176—1202), герцог Каринтии (с 1181 г.)
- Бернард (ок. 1181 — 4 января 1256), герцог Каринтии (с 1202 г.)